# Garthia penai
Garthia penai (плямистий гекон кокімбський) — вид геконоподібних ящірок родини Phyllodactylidae. Ендемік Чилі. Вид названий на честь чилійського ентомолога Луїса Енріке Пеньї Гузмана.

## Поширення і екологія
Garthia penai є ендеміками чилійського регіону Кокімбо. Вони є найменшими плазунами Чилі.